# 日本四僧塔
日本四僧塔位于云南省大理州大理市大理镇大理古城西南天龙八部影视城内，距弘圣寺塔1公里。

## 历史
日本四僧塔是一座纺锤形喇嘛式空心石砌佛塔，在龙泉峰北涧溪畔，座东朝西，通高6米，葬有逯光古、斗南等四位日本僧人，他们能诗善书，在元末明初迁居云南，明洪武年间合葬于此。2005年，日本影星高仓健捐款修葺。

## 保护
2012年1月7日，日本四僧塔公布为第八批云南省文物保护单位。